# 篠山都市ガス
篠山都市ガス株式会社（ささやまとしガス）は、兵庫県丹波篠山市に本社を置く一般ガス事業者である。

## 供給エリア
- 兵庫県丹波篠山市（約3,000件）

## 沿革
- 2003年（平成15年）11月1日 - 設立
- 2004年（平成16年）4月1日 - 篠山市より事業譲渡